# 태즈메이니아 대학교

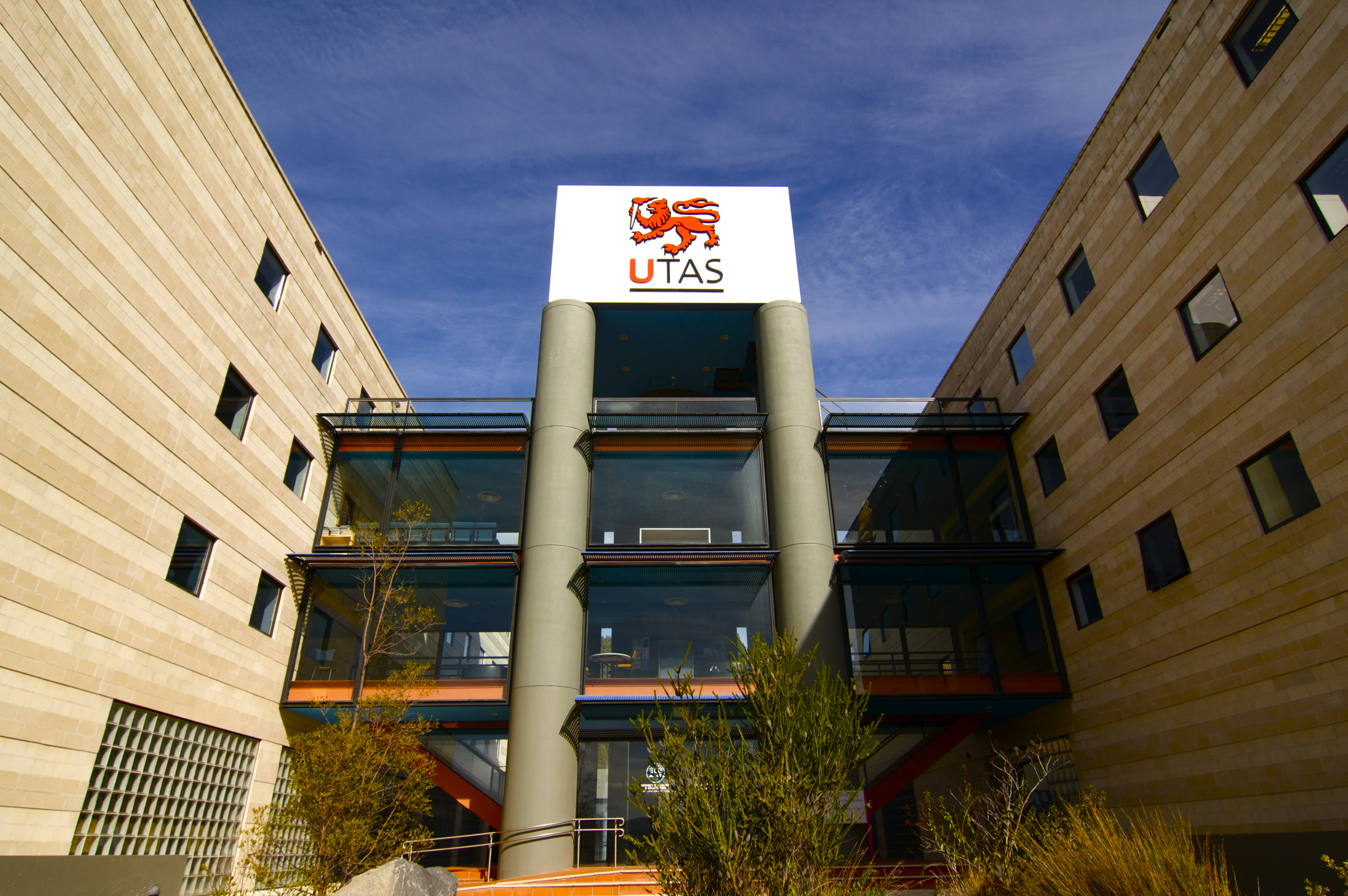
100주년 기념관

태즈메이니아 대학교(University of Tasmania; UTAS)는 태즈메이니아의 주도 호바트(Hobart)의 교외 지역에 위치한 대학교이다. 태즈메이니아 대학교는 1890년 오스트레일리아 내 네 번째 대학교로 시작하였다.

## 개요 및 특징
2008년 현재 22,000여명의 학생이 학교에 등록되어 있다.
그 중 3,000 여 명 이상이 외국인 학생이며 1,000명이 박사과정 등록자이다.
태즈메이니아 대학교에는 크게 세 개의 캠퍼스가 있다. 론세스톤에는 오스트레일리아 국립해양대학 캠퍼스가 바로 옆에 있었는데, 2008년 태즈메이니아 대학교와 합병되어 현재 태즈메이니아대학교 기관으로 되어 있다.

## 캠퍼스
캠퍼스는 태즈메이니아 호바트 센디베이, 론세스톤, 크레들 코스트 세 곳에 있다.

## 같이 보기
- 오스트레일리아의 대학 목록